# Zapolice (gemeente)
De gemeente Zapolice is een landgemeente in het Poolse woiwodschap Łódź, in powiat Zduńskowolski.
De zetel van de gemeente is in Zapolice.
Op 30 juni 2004 telde de gemeente 4688 inwoners.

## Oppervlakte gegevens
In 2002 bedroeg de totale oppervlakte van gemeente Zapolice 81,11 km², waarvan:
- agrarisch gebied: 77%
- bossen: 14%

De gemeente beslaat 21,97% van de totale oppervlakte van de powiat.

## Demografie
Stand op 30 juni 2004:
| Omschrijving                   | Totaal | Totaal | Vrouwen | Vrouwen | Mannen | Mannen |
| ------------------------------ | ------ | ------ | ------- | ------- | ------ | ------ |
| eenheid                        | aantal | %      | aantal  | %       | aantal | %      |
| inwoners                       | 4688   | 100    | 2256    | 48,1    | 2432   | 51,9   |
| bevolkingsdichtheid (inw./km²) | 57,8   | 57,8   | 27,8    | 27,8    | 30     | 30     |

In 2002 bedroeg het gemiddelde inkomen per inwoner 1229,9 zł.

## Sołectwa
Beleń, Branica, Holendry Paprockie, Jelno, Jeziorko, Kalinowa, Marcelów, Marżynek, Młodawin, Paprotnia, Pstrokonie, Ptaszkowice, Rembieszów, Rembieszów-Kolonia, Rojków, Strońsko, Swędzieniejewice, Świerzyny, Woźniki, Wygiełzów, Zapolice.
Zonder de status sołectwo : Zamoście.

## Aangrenzende gemeenten
Burzenin, Sędziejowice, Sieradz, Widawa, Zduńska Wola, Zduńska Wola